# Лилия долины (роман)
«Ли́лия доли́ны» (фр. Le Lys dans la vallée) — роман французского писателя Оноре де Бальзака, опубликованный в 1836 году и являющийся частью «Сцен деревенской жизни» из цикла «Человеческая комедия».

## Сюжет
Роман повествует о любви между молодым и неопытным в жизни аристократом Феликсом де Ванденесом и замужней графиней Бланш (Анриеттой) де Морсоф, несчастливой женщиной по множеству причин, в основном из-за вступления в брак с богатым, но больным помещиком, графом де Морсофом, отставным военным, подорвавшим здоровье в заграничных походах французской армии и страдающим от припадков гнева. Многолетние, полные глубоких эмоций, отношения между главными героями основываются на платонической любви. Изменившись в обществе Анриетты де Морсоф, посещая на протяжении нескольких месяцев Клошгурд — живописное имение графини, расположенное в долине Луары, Феликс отправляется в Париж нести государственную службу при дворе короля. В Париже Феликс заводит роман с англичанкой леди Дедлей, давшей юноше то, чего не могла дать Анриетта. Извещённый о затяжной депрессии мадам де Морсоф, Феликс отправляется в Клошгурд, где вскоре после его прибытия она умирает от истощения.

## Создание романа
В основе истории Феликса де Ванденеса лежат собственные отношения Бальзака с Лаурой де Берни, схожей по описанию внешности и характера с г-жой де Морсоф, а также многими деталями биографии героини, в том числе заболеваниями. В свою очередь, молодой аристократ во многом похож на писателя в период, когда тот был ещё молод, неопытен и делал первые шаги в Париже, в том числе трудное детство де Ванденеса во многом напоминает детство самого Бальзака.

## Экранизация
В 1970 году режиссёром Марселем Кревенном на французском телевидении был снят одноимённый телефильм.

## Русские переводы
- Лилия в долине. М., тип. Н. Степанова, 1837. 399 с. (Б-ка избр. романов, повестей и любопытнейших путешествий. Т. 9—10).
- Лилия долины. Пер. О. В. Моисеенко и Е. М. Шишмаревой. — В кн.: Бальзак О. Собр. соч. В 24-х т. Т. 8. [Ред. М. В. Вахтерова и М. Н. Черневич]. М., 1960, с. 5—285.

Инсценировка:
- А счастье было так возможно! Комедия в 5-ти д. К. А. Карского. [Тарновского К. А.]. Сюжет заимствован. М., тип. М. Н. Лаврова, 1879. 56 с.